# So Excited
So Excited is een single van Janet Jackson van het album 20 Y.O., rapper Khia kan ook worden gehoord in het lied. De single werd uitgebracht op 28 augustus 2006.

## Single informatie
De single is een dance lied met sample van Herbie Hancock`s "Rockit". De première van de single was op 19 augustus 2006 op WVEE-FM van Jermaine Dupri.

## Officiële versies
- Album Version (3:15)
- Radio Edit (3:15)
- Album Instrumental (3:15)
- Album A Cappella (3:12)
- So So Def Remix (3:44) featuring Fabolous and Fat Man Scoop
- Junior Vasquez Radio Edit (3:18)
- Junior Vasquez Mixshow Edit (5:11)
- Junior Vasquez Club Mix (7:22)
- Junior Vasquez Dub Mix (7:14)
- Bimbo Jones Radio Edit (3:10)
- Bimbo Jones Club Mix (6:45)
- Bimbo Jones Dub Mix (6:48)